# Vinica (Horvátország)
Vinica falu és község Horvátországban Varasd megyében.

## Fekvése
Varasdtól 16 km-re nyugatra fekszik. Közigazgatásilag Donje Vratno, Gornje Ladanje, Goruševnjak, Marčan, Pešćenica Vinicka, Vinica és Vinica Breg települések tartoznak hozzá.

## Története
A település első írásos említése 1334-ben Ivan zágrábi főesperesnek a zágrábi káptalan helyzetéről szóló leírásában a zágrábi püspökséghez tartozó plébániák felsorolásában történt. Ebben az itteni plébánia "Sancti Marci de Vinnicha" (azaz a vinnicai Szent Márk plébánia) alakban szerepel. Vinica régi római utak kereszteződésében települt, hiszen itt haladt át a Poetovio (Ptuj) és Mursa (Eszék) közötti nyugat-keleti drávamenti út, illetve a Poetovio és Aquae Iasae (Varasdfürdő) és Andautonia (Šcitarjevo) közötti észak-déli útvonal.
E stratégiai fontosságú hely őrzésére vár is épült, melynek romjai a település határában állnak. 1340-ben említik, amikor a varasdi ispánhoz tartozó királyi vár. 1391-ben Zsigmond Lackfi István nádornak zálogosította el, majd 1397-től a Cilleieké.
A Cilleiek kihalása után a Cilleiek többi birtokával együtt Vitovec János horvát bán szerezte meg, de örökösei elveszítették. Ezután Hunyadi Mátyás király fiának Corvin Jánosnak adta, majd 1503-ban Trakostyánnal együtt Gyulay Jánosé lett. Ebből az adóból ismert Vinica első pecsétnyomója is. A nyolcszögletű pecsétnyomó szőlőtőkét ábrázol, alatta pedig az 1532-es évszám látható. Ez alapján alkották meg a község mai címerét is. 1555-ben egy szörnyű tűzvészben az egész vár leégett, de sietve újjáépítették. Gyulay János halála után fiú örökösei összevesztek az örökségen, de Vinica végül leányágon öröklődött tovább és felesége révén Istvánffy Miklós horvát nádorhelyettes, történetíró birtoka lett, aki itt hunyt el 1615-ben. Ezután a birtokot lányai Éva, Katalin és Orsolya örökölték, így házasság révén a Draskovichok, a Keglevichek és a Thuróczyak lettek az urai. Thuróczy Benedek horvát bán itt hunyt el 1616-ban és az itteni plébániatemplomban temették el. Márvány sírköve ma is látható. A birtok ezután több nemesi család a Keglevichek, a Draskovichok, a Mallakóczyak és az Erdődyek közt aprózódott szét.
Vinica közismerten a környék egyik legjelentősebb vásárhelye volt. Mivel a legnagyobb vásárokat a védőszent ünnepén tartották, Vinicán ez a nap április 25-ére Szent Márk napjára esett. Mivel a vásárok a település fejlődése szempontjából fontosak voltak, Vinicán sem ez volt az egyetlen nagy vásáros nap. A településeknek a hetivásárok mellett általában legalább három nagy vására volt egy évben. 1562-ben a ludbregi és a klanjeci mellett megemlítik az itteni hetivásárt is. Abban az időben a vinicai vásár jelentősebb volt a varasdi, a korponai és a lepoglavai vásárnál is. A vásári rendre külön is ügyeltek és a tolvajokat sokszor büntetésből pellengérre állították. A vinicai pellengér a mai napig is látható rajta az 1643-as évszámmal.
A település vásártartási jogáról szóló első írás még a 16. századból a Gyulayak idejéből való. Egy máig fennmaradt oklevél szerint a település három évi vásárra és hativásárok tartására való jogát Istvánffy Miklós bánhelyettes hagyta jóvá és Rudolf magyar király erősítette meg.
A török veszély elmúltával a horvát főurak számára a váraknál kényelmesebb lakóhelyet jelentettek a kastélyok, melyeket nyugati mintára építettek fel, de méretben általában kisebbek voltak azoknál. Az első ilyen kastélyról 1674-ből van adat, amikor a Keglevich grófok építettek birtokukon kényelmesebb otthont maguknak. Később a Nádasdyak és a Draskovichok is hasonlóan tettek, akik a közeli Zelendvorban építettek udvarházat. Később a Vinica területén fekvő Opekre költöztek át, ahol a kastély körül a 19. század elején pompás parkot létesítettek. Az opeki birtok helyén azelőtt téglagyár volt, innen kapta a nevét. Az itt kialakított park lett az opeki arborétum alapja. A család utolsó férfi tagja az 1857-ben meghalt Dragkovich Ferenc volt, akinek a lánya 1852-ben a francia származású Bombelles grófhoz ment feleségül. Ők voltak a terület utolsó birtokosai. Ma a kastélyban középiskola működik.
A település iskolájáról és tanítójáról a legrégibb adat 1638-bó származik. Később megemlítik, hogy a tanító egyházi feladatokat is ellátott. Csak 1785. május 7-én született megállapodás Wohlgemuth Fülöp a királyi népiskolák felügyelője, illetve Marčan, Vinica és Ladanje települések elöljárói között egy triviális iskola alapításáról. Ezután kezdődött meg az iskola építése, melynek első tanítója Petar Čačković ötven évig szolgált itt. 1859-ben épült fel a település új iskolája, Fontos évszám az iskola életében az 1888-as év, amikor Erdődy Teréz grófnő leánynevelő intézetet alapított itt. A jól felszerelt intézményben tanukó legszegényebbeket a grófnő tanszerekkel és ingyenes élelmezéssel is támogatta.
Itt alakult meg 1889-ben a vármegye egyik legelső tűzoltóegylete. Az egyesület jelentős társadalmi és kulturális tevékenységet is folytatott. Tűzoltó fúvószenekara, tamburazenekera, énekkara működött, melyek részt vettek az ünnepségeken, sport és kulturális rendezvényeken. Az egyesület nagy figyelmet fordított fiatal tagjainak szakmai képzésére, megfelelő eszközökkel való ellátására. Tagjai részt vettek a közcélú építkezéséken éppúgy mint a humanitárius és társadalmi akciókban. Helyt álltak akkor is, amikor 1991-ben a környék háborús események színtere lett.
Vinicának az elsők között volt postája, gyógyszertára is. Olvasóköre 1904-ben alakult, majd 1905 elején gróf Bombelles Márk kezdeményezésére megalakult a helyi takarékpénztár is, de később 1914-ben a gazdasági válság hatására csődbe ment. A település a trianoni békeszerződésig Varasd vármegye Varasdi járásához tartozott.
A közelmúlt jelentősebb eseményei a turisztikai egyesület 1987-es megalakulása és az arborétum egyesület 1994-es létrejötte. 2001-ben Vinicának a hozzá tartozó településekkel együtt 3747 lakosából 3705 horvát volt. A falunak külön 1269 lakosa volt.

## Népessége
| Lakosság változása | Lakosság változása | Lakosság változása | Lakosság változása | Lakosság változása | Lakosság változása | Lakosság változása | Lakosság változása | Lakosság változása | Lakosság változása | Lakosság változása | Lakosság változása | Lakosság változása | Lakosság változása | Lakosság változása | Lakosság változása |
| ------------------ | ------------------ | ------------------ | ------------------ | ------------------ | ------------------ | ------------------ | ------------------ | ------------------ | ------------------ | ------------------ | ------------------ | ------------------ | ------------------ | ------------------ | ------------------ |
| 1857               | 1869               | 1880               | 1890               | 1900               | 1910               | 1921               | 1931               | 1948               | 1953               | 1961               | 1971               | 1981               | 1991               | 2001               | 2011               |
| 689                | 826                | 895                | 933                | 969                | 1.037              | 995                | 1.049              | 1.113              | 1.262              | 1.198              | 1.138              | 1.172              | 1.222              | 1.269              | 1.075              |

## Nevezetességei
- Vinica várának romjai a falu közepétől nyugatra, egy szőlőhegyen találhatók. A vár a 14. században épült és csak a 17. századig lakták. A várból mára mindössze külső vár körítőfalának és két henger alakú tornyának részei maradtak fenn. A vár déli oldalában még egy kapunyílás figyelhető meg. A felső várból csak a hatalmas kőfalainak egy része maradt fenn.
- Szent Márk evangélista tiszteletére szentelt római katolikus plébániatemploma 1334-ben már állt. Az eredeti gótikus templomból mára csak a hajó nyugati oldala, a szentély, a torony egy része és néhány kisebb részlet maradt meg. A mai templomhoz 1808-ban épült fel, felhasználták a régi templom díszeit is, így a 13. származó oszlopfők és kőoroszlánok is beépítésre kerültek. Falába római kőtábla van befalazva. Ugyancsak fennmaradt Thuróczy Benedek horvát bán és feleségének 1616-ból származó reneszánsz sírköve, Istvánffy Miklós alnádor (1616) és felesége Bajnai Bot Erzsébet (1597) síremléke. Ugyanebből az időből való a késő barokk szószék. Az oltárok, a padok és F. Kellernek a szentélyben látható képe 1815-ben készültek. A templom kincsei között található egy 1651-ből származó késő gótikus kehely és két további kehely a 18. századból.
- Opeka kastélyát[4] a 17. században a Keglevich család építtette. 1856-ban akkori tulajdonosa Bombelles Márk újjáépíttette, ekkor kapta mai késő gótikus külsőjét. 1910-ben az ifjabb Bombelles Márk két évvel halála előtt még megújíttatta az épületet. A második világháború után oktatási célokat szolgált, 1989-ben azonban a rossz állapotú tetőt elkezdték lecserélni, de ez félbemaradt és az épület azóta pusztul. A kastély körül a 19. század elején pompás parkot létesítettek, mely a mai arborétum őse volt. A parkból 1860-ban kezdtek arborétumot kialakítani, ekkor számos egzotikus fafajtát ültettek ide. Fái közül a legidősebbek ma már 200 évesek. Az arborétum 1884-ben nyerte el mai formáját, de 1902 és 1910 között még újabb fafajokat telepítettek a területére.
- A településen még két barokk kastély is található a Dolányi család Vinica alsón és Vinica felsőn található kúriája és kastélya. Vinica alsó kastélyának birtokosa a Kereskényi család volt, majd utolsó tulajdonosa a Rupčić család volt. A kastélyt 1964-ben felújították.
- Vinica felső településének közepén álló téglalap alakú kastély a Patacsich családé volt.[5] A kastély ma lakatlan, nemrég még egy konfekció üzem működött benne, de mára teljesen lepusztult állapotban van. A kastélyt a Kereskényi család építette. Tőlük, Peschke Lőrinc vette meg, aztán a Rupcsich család örökölte meg, az ő tulajdonukban, 1945-ig volt. A 17. század végén, vagy a 18. század elején, egyszintes épületként építették fel, melynek alaprajza L betűt formáz. A későbbiekben még két szárnyat építettek hozzá, melyek az előzőekkel együtt, az épületet zárt udvarossá alakították át. A kastélyt a 19. és a 20. században is átépítették, majd 1964-ben felújították. A horvát műemlékjegyzék, második kategóriájába tartozik. Az enyhe lejtésű dombon található kastély bejáratáig, egy 110 méter hosszú, vadgesztenye allé vezet.
- Vinica északi részén található a Kereskényi-Rupčić-kúria.[6] A kúria a 18. században épült, a 19. és a 20. század folyamán többször átépítették. Eredetileg L alakban építették, majd később további két szárny épült hozzá. Az egyik szárny keleten, egy pedig a nyugati oldalon, úgy, hogy a jelenlegi alaprajza négyszögletes, belül átriumos udvarral. A kúria a Vinica településképének fontos eleme.
- A település közepén található a 18. századi Mattachich-Dolányi-kúria.[7]  A lepoglavai pálosok, később a Mattachich és a Dolansky nemesi családok tulajdonában volt. Egyemeletes épület, L alakú alaprajzzal. Az épületen több válaszfal nyomai láthatók. Az udvaron belül, az első emeleten secco technikával készült klasszicista falfestmény maradt fenn.
- A pellengért, vagy szégyenoszlopot[8] kőmérceként a csalások leleplezésre használták. Kőtalapzaton háromszög keresztmetszetű, 253 cm magas obeliszk emelkedik. Mindkét oldalon 170 cm magasságban egy bajuszos férfi feje van, amely szinte teljes profilban kiemelkedik az oszlop felszínéről. Elöl, a fej alatt, latin betűkkel van bevésve a „IVSTAM MENSVR (AM) TENETE”, azaz tisztességesen mérj felirat. A talapzaton 46 cm széles és 25 cm mély kőedény található, alul nyílással, mint valami mérték. Az oszlop készítése a 17. századra tehető. Ez az egyetlen olyan emlék ezen a vidéken, amely az egykori igazságszolgáltatásra emlékeztet, és a mai napig fennmaradt.
- Vinica központjában, a Matija Gubac téren, ott ahol egykor a vinicaiak kereskedtek és ítélkeztek található a barokk kút a Nepomuki Szent János-szoborral.[9] A kút fölött négyzet keresztmetszetű barokk talapzat található, amelyen medalionok találhatók. Ezen a talapzaton van egy másik, csigavonalakkal díszített talapzat áll, majd fölötte has alakú posztamens. Ezen a posztamensen áll a szent szobra,  tipikusan barokk pózban, bal lábára támaszkodva, míg jobb lába kissé be van hajlítva. Feje jobbra van döntve, arckifejezése tele van pátosszal. Kezében tartja mártíromságának jelképeit. A szobor stílusa alapján a 18. század második felére tehető.
- Vinica közelében a Slatnjak alatti lejtőn található a Szent Benedek-oszlop.[10]  Az oszlopnak négyzet alakú, kőből készült talapzata van, amelyből egy négyszögletes oszlop emelkedik, amelyen „Ember, bárhová mész - utad messze van - nézz rám - mindenhol követlek” feliratú tábla látható. Szent Benedek függőleges redőkből álló hosszú ruhában áll. A szobor tipikusan barokk helyzetben van, a bal lábára támaszkodik, míg a jobb lába enyhén meg van hajlítva. Testének jobb oldalán egy botra támaszkodik, míg baljában kelyhet tart, nyakában pedig lánc van, kereszttel (rózsafüzér). A szobor értékes példája a környék barokk kőszobrászatának.
- Svinica településrészen található, a 94. számú hagyományos, népi építésű ház.[11] A kétszintes, fából ácsolt épület a 19. század végén épült, és a 20. század elején helyezték át jelenlegi helyére. Eredeti formájában a mai napig fennmaradt, értékes példája a 19. század vége hagyományos építkezésének.

## Híres emberek
- Istvánffy Miklós (Kisasszonyfa, 1538. december 8. – Vinica, 1615. április 1.) politikus, költő, humanista történetíró, alnádor.
- báró Kereskényi István (Vinica, 1797 – Karlovy Vary 1883) reformkori politikus